# Дни затмения
«Дни затме́ния» — советский художественный фильм режиссёра Александра Сокурова, снятый в 1988 году по сценарию Юрия Арабова при участии Петра Кадочникова, Аркадия и Бориса Стругацких (по мотивам повести братьев Стругацких «За миллиард лет до конца света»).
В 2000 году фильм «Дни затмения» был включён в список ста лучших фильмов за XX век истории отечественного кинематографа по версии гильдии кинокритиков России.

## Сюжет
Действующие лица: геолог Вечеровский, военный инженер Снеговой и главный герой, врач Дмитрий Малянов, попавший в крайне чуждую для него среду, в чужой, враждебно настроенный к нему захолустный туркменский город, почти деревню. Будучи доктором, он ежедневно сталкивается с множеством людей и непонятной для него, почти «варварской» азиатской действительностью. Вокруг халупы, развалины, убогие дома из глины и фанеры, пыльные просёлочные дороги, лица без выражений и смысла.
Повествование ведётся в полудокументальной манере, где смешаны чёрно-белые (в тоне сепии) и цветные кадры, иногда плавно меняющие цвет, показана жизнь заштатного городка в Туркмении (съёмки происходили в городе отрочества Сокурова, Красноводске) на берегу Каспийского моря. Вокруг главного героя десятки больных детей, кошмарные картины психиатрической клиники среди выжженной пустыни: человеческой и реальной. Действие происходит на фоне густого смешения звуков (характерного для ранних работ Сокурова), постоянно в действие картины вторгается ретрансляция радио, симфоническая музыка и многоголосная речь на самых разных и неожиданных языках мира.
Временами доктор ещё порывается что-то писать и как будто даже практикует, лечит детей, но похоже, что смысл жизни для него утерян, а конец света в этом заброшенном углу уже давно наступил. Наподобие стоп-кадра, в течение фильма постоянно вторгаются длинные монологи героев, останавливающие развитие сюжета. Затем следует появление больного мальчика (то ли ангела-хранителя, то ли призрака), задающего недетские вопросы, и его вознесение.
В титрах фильма указано, что фильм «Дни затмения» Александр Сокуров посвятил ленинградскому врачу Людмиле Яковлевне Русиновой.

## В ролях
- Дмитрий Малянов (врач) — Алексей Ананишнов (впоследствии занимал должность одного из директоров компании «Хенкель» в России[3])
- Снеговой (военный инженер) — Владимир Заманский
- Сестра Дмитрия Малянова — Ирина Соколова
- Вечеровский (геолог) — Эскендер Умаров (впоследствии бизнес-тренер[4])
- Губарь — Виктор Беловольский
- Мальчик — Серёжа Крылов

## Музыка в кинофильме
Музыкальное наполнение фильма «Дни затмения», как и во всех ранних кинофильмах Сокурова, несёт на себе важнейшую нагрузку и состоит из нескольких разнородных пластов, которые являются не столько звуковым фоном, или оформлением, сколько носителем смысла и эмоциональным транслятором, важным для восприятия визуального подтекста киноленты. Органично и содержательно музыка вплетена в зрительные образы и наполняет их сторонним (авторским) внутренним смыслом. Едва лишённая звука, «картинка» фильма резко «приземляется» и начинает восприниматься как обычная хроника позабытого и заброшенного захолустья далёкой советской провинции.
В конце 1987 года режиссёр обратился к молодому петербургскому композитору Юрию Ханону, тогда ещё студенту ленинградской консерватории, с предложением написать музыку к кинофильму «День затмения» (рабочее название). Это была не первая попытка совместной работы режиссёра и композитора. Годом ранее Сокуров уже обращался к Юрию Ханону с предложением написать музыку к фильму «Скорбное бесчувствие». Но тогда по причине резкого отказа студента работать «оформителем картинок в кинематографе» сотрудничество не состоялось.

Один из самых удивительных художников, когда-либо сотрудничавших с Александром Сокуровым — Юрий Ханин. Эксцентрик, провокатор и доктринёр, он в одночасье стал звездой (как раз благодаря киномузыке для Сокурова) и так же быстро исчез с музыкального Олимпа страны, предпочтя медийной известности отшельничество в оранжерее экзотических растений.— Сергей Уваров: «Музыка в режиссуре Александра Сокурова», 2014
Описывая композитору желаемую музыку к «Дням затмения», Сокуров высказал достаточно расплывчатое пожелание написать, в числе прочего, «что-нибудь» для аккордеона. При этом он следовал своему внутреннему видению какая должна быть музыка с использованием этого инструмента. В итоге, результат — написанная музыка — превзошёл все ожидания режиссёра.
Взяв за основу триольное вальсовое движение, автор музыки оттягивает появление каждой новой фразы мелодии, вставляя после окончившейся фразы несколько «лишних» тактов, в которых мы слышим только аккомпанемент. Щемящая тоска, потерянность и робкая надежда, предчувствие катастрофы, ощущение скованности, увязания в этом звуковом болоте, но одновременно и осознание космической безбрежности — в одном музыкальном образе Ханин смог сконцентрировать весь богатый многогранный эмоциональный мир «Дней затмения».

…Никогда прежде я не работал с композиторами так много, и я был поражён его (прим. Юрия Ханона) пониманием поставленной задачи и исключительным, удивительно чётким и точным результатом работы — прямым попаданием в цель. Всё — и оркестровка, и аранжировка, и выбор инструментов — всё было сделано с потрясающей точностью и в соответствии с замыслом. Думаю, что «звук» в фильме, не меньше чем зрительные образы, призван не столько эмоционально будоражить и встряхивать зрителя, сколько занять своё независимое семантическое значение. Духовность фильма обретает себя — в звуке.
— А. Сокуров. 26 сентября, 1988. — Журнал «Арс», № 12, 1988. Латвия.
Самая запоминающаяся музыкальная тема «Дней затмения» — полётная, словно парящая над землёй «вальсовая» мелодия под странным, на первый взгляд, названием: «Одна, отдельно взятая голова» с солирующим аккордеоном — представляет собой некую формообразующую смысловую арку: она звучит в начале (музыкальном прологе) фильма, в середине и в финале. Смысловая и эмоциональная насыщенность музыки значительно превосходит собственную звуковую основу, в результате чего любой видеоряд, погружённый в неё, воспринимается совершенно иначе, под другим углом зрения, превращаясь в отдельный кино-клип. Вокальные соло исполнял сам автор искажённым голосом (фальцетом), что дополнительно усиливало эффект жёсткого, экспрессивного отстранения и остранения фантасмагорических картин гибнущего мира, нарисованных Сокуровым.

…Его музыка к Дням затмения и спустя десять лет остаётся новаторской и, страшно сказать, гениальной. Ю. Х. говорил, что писал эту музыку не к сценарию и не к киноизображению, а к лицу Сокурова. Поэтому первый — он же основной — музыкальный фрагмент был назван композитором «Одна, отдельно взятая голова». Эпический пафос «Дней затмения» задан именно интонацией этого фрагмента. Камера парит в небе, сквозь детские голоса прорывается протяжный вопль (это не баба орёт, а сам Ю.Х.) и стихает вместе с ударом о землю. И начинается музыка…
— Ирина Любарская. Новейшая история отечественного кино.
Все сцены фильма с музыкой Ханона производят сильное эмоциональное впечатление, и довольно трудно сказать, что в них преобладает — музыкальная или визуальная часть. Собственно говоря, музыка Юрия Ханона выполняет в этом фильме роль некоего цветового фильтра или смысловой призмы, сквозь которую зритель и воспринимает видеоряд Сокурова.

…Неведомое ранее мне волнение испытываю, когда представляю себе блестящее будущее совсем ещё молодого, но уникально талантливого композитора Юрия Ханина, ленинградца. Сквозная мелодия пластинки, как одинокий голос, живущий в человеке, напоминает о величайшей грусти размышлений о конечности жизни и о величии одухотворённой талантливости — это фрагменты сочинений Ханина к фильму «Дни затмения».
— А. Сокуров, аннотация к пластинке «Одинокий голос человека»
Рядом с музыкой Юр. Ханона в фильме присутствуют фрагменты из «прежде существовавшей музыки»: произведения композиторов-классиков («Баркарола» из «Сказок Гофмана» Жака Оффенбаха, фортепианный романс Шумана Fis-dur Ор. 28 № 2), популярные песни (русская народная песня «Выйду на улицу», версия песенки про трёх поросят) и среднеазиатская народная музыка. Эти, скажем так, вставные номера (как в опере или балете) также играют свою определённую роль. Они вносят в фильм элемент дополнительного отстранения, следуя принципу контрастного сопоставления и приглашая зрителя немного развеяться, «отвлечься» и взглянуть на окружающие вещи, окружающий мир, чуть более поверхностно и обобщённо.

## Съёмки
В фильме (в большинстве) заняты непрофессиональные актёры.
Кинокартина снималась весной-летом 1988 года в городе Красноводске (Туркмения).
Как и в большинстве работ Александра Сокурова, сначала отснятый материал, а затем и смонтированное кино оказалось очень сильно обособленным не только от литературного первоисточника, но и от киносценария (работы Юрия Арабова). Впрочем, каких-то возражений от братьев Стругацких не последовало. Напротив, Б. Стругацкий в «Комментариях к пройденному» очень высоко отозвался о фильме:

Александр Сокуров, снявший замечательный фильм «День затмения», был, напротив, мягок, уступчив, готов к компромиссам, его совсем нетрудно было убедить и переубедить. Сценарий проходил по начальственным инстанциям долго, трудно, даже мучительно, идиотские вопросы и рекомендации сыпались градом («Какие именно работы ведут ученые? Почему сверхцивилизация агрессивна? Убрать бытовые сцены и карлика!!!»). Авторы (теперь уже опытные, битые, многажды пытанные), скрипя зубами, соглашались переделывать целые сцены и переделывали их – режиссер оставался спокоен и тих. Просто он ТОЧНО знал, что там будет в конце концов и на самом деле – в его кино, в объективе камеры, на пленке, на экране. И когда настал момент, он предложил свой, выношенный и любимый вариант (сделанный для него Юрием Арабовым) и именно по этому сценарию и отснял фильм, – фильм значительный, мощный, превосходный в своем роде, – но очень далекий и от исходной повести («За миллиард лет до конца света»), и от последнего варианта авторского сценария.

## Прокат
1—5 декабря 1988 года в Москве (ДК ЗВИ) со скандальным успехом были проведены четыре симфонических концерта композитора Юрия Ханина «Музыка собак», приуроченных к премьерным дням фильма.
Тремя месяцами позднее (в феврале 1989 года) аналогичная акция была проведена также и в Свердловске.

## Награды
- Феликс (European Film Awards, специальный приз европейской киноакадемии за лучшую музыку), ноябрь 1988, композитору Юрию Ханону[16].
- Номинация по категории «Молодое кино» на первой церемонии «Феликса» — режиссёру Александру Сокурову.
- Ежегодный Приз Союза Кинематографистов СССР за лучшую работу оператора — Сергею Юриздицкому.
- Премия «Ника» Союза кинематографистов СССР за 1989 год — звукооператору Владимиру Персову за лучшую работу звукооператора, номинация — композитору Ю. Ханину за лучшую музыку.
- В 2000 году фильм «Дни затмения» был включён в список из ста лучших фильмов за всю историю отечественного кинематографа (по версии гильдии кинокритиков России)[17].

## Комментарии
1. ↑  «…композиция Ханина тоже не является „аудио-дубликатом“ сцен фильма, в которых она используется, но создаёт иной эмоциональный слой — впрочем, настолько органичный, что без него кадры полёта, например, представить уже невозможно. Можно сказать, что музыка Юрия Ханина выполняет роль призмы или очков, через которые мы смотрим на видеоряд Сокурова.» — Уваров Сергей. Музыкальный мир Александра Сокурова. Изд.: Классика XXI, Москва 2011
2. ↑  «…По словам самого композитора, сначала он отказался от предложения Александра Сокурова работать в кино, посчитав подобную деятельность для себя оскорбительной. И только после просмотра кинофильма „Скорбное бесчувствие“ пришло понимание, что с этим режиссёром можно плодотворно сотрудничать.

К Сокурову Юрий Ханон пришёл со своими представлениями о кинематографе, со своей программой „непрерывного музыкального действия“, когда не музыка пишется к фильму, а напротив, фильм ставится на музыку методом резонансного монтажа. Удивительным образом это совпало с теми ценностными установками, которые у режиссёра были на тот момент времени.

Хотя идея „непрерывного музыкального действия“ и не была реализована в полной мере, но она оставила свой след в кинофильме, воплотившись в прологе к „Дням затмения“ (той самой „лучшей музыке“, за которую Ханон стал лауреатом первой премии European Film Awards.)» — Журнал «Спутник кинозрителя», № 9—1989, стр. 16-17. Лариса Юсипова. «Мужики, стреляю на голос»
3. ↑  «…Yuri Khanin, a young composer, this year a graduate of the Leningrad Conservatory managed to do everything about the orchestration, arrangement and choice of instruments in a very precise way. It was done with an ideal exactitude. Never before had I worked with composers so much, and I was really struck by his understanding. <…> I think that sound, no less than the image, should produce not only emotional impact, but is to have an altogether independent semantic meaning. The spirituality of the film as if finds its expression through the sound. And spirituality would not emerge by itself. If you might sometimes fail to keep alive the memory of a visual image in your mind and in your heart the soul would never forget sounds…» — From Alexander Sokurov’s press-conference on September 26, 1988. Journal «Ars», № 12, 1988. Latvia.